# Pentatlenek diazotu
Pentatlenek diazotu (nazwa Stocka: tlenek azotu(V)), N
2O
5 – nieorganiczny związek chemiczny z grupy tlenków azotu, w którym każdy atom azotu występuje na formalnym stopniu utlenienia V.

## Budowa
W zależności od warunków, pentatlenek diazotu może występować w dwóch formach, kowalencyjnej i jonowej:
N
2O
5 ⇌ [NO
2]+
[NO
3]−

W stanie gazowym i w rozpuszczalnikach niepolarnych (np. w CCl
4) N
2O
5 ma prawdopodobnie budowę kowalencyjną z mostkiem tlenowym łączącym atomy azotu (N−O−N). Badania rentgenograficzne dowiodły, że w stanie stałym ma on strukturę jonową – [NO
2]+
[NO
3]−
 – jest więc solą, azotanem nitroniowym. Szybkie schłodzenie gazowego N
2O
5 pozwala na uzyskanie metastabilnej kowalencyjnej formy związku w stanie stałym, która w temperaturze powyżej −70 °C przechodzi egzotermicznie w formę jonową.

## Otrzymywanie
W warunkach laboratoryjnych otrzymuje się go przez ostrożne odwodnienie kwasu azotowego pentatlenkiem difosforu:
2HNO
3 + P
2O
5 → 2HPO
3 + N
2O
5
Inne metody syntezy to utlenianie dwutlenku azotu lub innych niższych tlenków azotu ozonem oraz reakcje azotanu srebra z chlorem lub trichlorkiem fosforylu (POCl) na gorąco, np.
2AgNO
3 + Cl
2 → AgCl + 2NO
2Cl + O
2
AgNO
3 + NO
2Cl → AgCl + N
2O
5

## Właściwości
Pentatlenek diazotu w temperaturze pokojowej występuje w formie białych kryształków. Jest związkiem nietrwałym rozkładającym się spontanicznie w temperaturze pokojowej do dwutlenku azotu i tlenu. Z mocnymi kwasami daje sole nitroniowe i kwas azotowy, np.
HClO
4 + N
2O
5 → NO
2ClO
4 + HNO
3
Związek ten reaguje gwałtownie z wodą, jest bezwodnikiem kwasu azotowego. Ze względu na jego nietrwałość nie znajduje on w formie czystej praktycznych zastosowań.